# Евгени Щерев
Евгени Щерев е български каратист – 5 дан, световен шампион по карате от Вашингтон – 1992 г., световен вицешампион от Мелбърн 1995 г. в категория до 70 кг и трети в Бирмингам 1994 г. – до 70 кг.
Има 82 медала от национални първенства и магистърска степен за специалност „Треньор по карате“ в НСА.
Той е съдия на: Световната карате федерация, Европейската карате федерация, Балканската карате федерация и БНФК. Председател на съдийската комисия на БНФК и член на техническата комисия на БНФК. Главен инструктор е на Карате клуб КАМАЕ.